# Miguel Ángel Castanedo
Miguel Ángel Castanedo Alonso (Santander, Cantabria; 1948 - Somo, Ribamontán al Mar, Cantabria; 26 de agosto de 2010) fue un político, empresario y economista español, conocido por haber sido consejero del Gobierno de Cantabria y secretario general de la Confederación de Empresarios de Cantabria (CEOE-Cepyme).

## Biografía
Miguel Ángel Castanedo fue licenciado en Ciencias Económicas y Empresariales y diplomado en Gestión Financiera. Ocupó distintos cargos de dirección en diversas empresas y entidades.
En enero de 1987 fue nombrado consejero de Economía, Hacienda y Comercio del Gobierno de Cantabria, cargo en el que cesó en agosto de ese mismo año. También ocupó el cargo de consejero en funciones de Cultura, Educación y Deporte.
En 1991 fue nombrado secretario general de CEOE-Cepyme Cantabria, cargo que ocupó hasta 2007, cuando lo abandonó tras llegar a la presidencia de la patronal Miguel Mirones Díez.
Falleció el 26 de agosto de 2010 tras una larga enfermedad.